# 日日尼基夫齊
50°1′10″N 26°28′55″E / 50.01944°N 26.48194°E
日日尼基夫齊（烏克蘭語：Жижниківці），是烏克蘭西部的村莊，隸屬赫梅利尼茨基州的舍佩蒂夫卡區。該村面積0.1平方公里，海拔高度239米，2020年人口222。